# Калалб, Антон Игоревич
Анто́н И́горевич Кала́лб (род. 16 марта 1988, Москва) — российский кёрлингист, выступающий за сборную России.
Мастер спорта России международного класса (2021, кёрлинг).
В составе мужской сборной России участник зимних Олимпийских игр 2022 (заняли восьмое место).
В «классическом» кёрлинге (команда из четырёх человек одного пола) играет на позициях первого и второго.

## Биография
До кёрлинга занимался плаванием и современным пятиборьем (КМС). Трёхкратный чемпион России по кёрлингу, многократный призёр чемпионатов России среди мужских и среди смешанных команд.
В составе сборной России выступал на чемпионатах Европы с 2010 по 2012 год. В молодёжной сборной выступал в  2006—2009 годы.
В 2013 году принимал участие в первом для мужской сборной России чемпионате мира (Виктория, Канада). Вошёл в расширенный состав олимпийской сборной России по кёрлингу на Зимние Олимпийские игры 2014, но в окончательный состав команды, выступавшей на Олимпиаде, не попал. Серебряный призёр зимней Универсиады 2015 года.
Мать и первый тренер — Светлана Яковлевна Калалб.

## Достижения
- Чемпионат России по кёрлингу среди мужчин: золото (2012, 2015, 2016), серебро (2010, 2014, 2019, 2022, 2024).
- Кубок России по кёрлингу среди мужчин: золото (2008, 2018, 2023), бронза (2009, 2013, 2016, 2022).
- Зимние Универсиады: серебро (2015).
- Чемпионат России по кёрлингу среди смешанных команд: золото (2011), серебро (2010, 2012), бронза (2009).
- Кубок России по кёрлингу среди смешанных команд: золото (2011).

## Команды
| Сезон                                          | Четвёртый           | Третий              | Второй              | Первый              | Запасной                                                                        | Турниры                                 |
| ---------------------------------------------- | ------------------- | ------------------- | ------------------- | ------------------- | ------------------------------------------------------------------------------- | --------------------------------------- |
| 2005—06                                        | Артём Болдузев      | Пётр Дрон           | Антон Калалб        | Алексей Стукальский | Андрей Дроздов тренер: Юрий Андрианов                                           | ПЕЮ 2006                                |
| 2006—07                                        | Артём Болдузев      | Андрей Дроздов      | Пётр Дрон           | Валентин Деменков   | Антон Калалб тренер: Ольга Андрианова                                           | ПЕЮ 2007 (9 место)                      |
| 2008—09                                        | Андрей Дроздов      | Алексей Стукальский | Антон Калалб        | Владимир Собакин    |                                                                                 | КРМ 2008                                |
| 2008—09                                        | Андрей Дроздов      | Алексей Стукальский | Артём Болдусев      | Антон Калалб        | Валентин Деменков тренер: Юрий Андрианов                                        | ПЕЮ 2009                                |
| 2009—10                                        | Андрей Дроздов      | Алексей Стукальский | Антон Калалб        | Артём Болдузев      |                                                                                 | КРМ 2009 · ЧР 2010                      |
| 2010—11                                        | Андрей Дроздов      | Александр Кириков   | Александр Козырев   | Алексей Стукальский | Антон Калалб                                                                    | ЧЕ 2010 (9 место)                       |
| 2010—11                                        | Андрей Дроздов      | Артём Болдузев      | Антон Калалб        | Владимир Собакин    |                                                                                 | КРМ 2010 (6 место)                      |
| 2010—11                                        | Андрей Дроздов      | Артём Болдузев      | Александр Кириков   | Антон Калалб        |                                                                                 |                                         |
| 2011—12                                        | Александр Кириков   | Артём Шмаков        | Антон Калалб        | Артур Ражабов       |                                                                                 |                                         |
| 2011—12                                        | Андрей Дроздов      | Алексей Стукальский | Роман Кутузов       | Александр Козырев   | Антон Калалб                                                                    | КРМ 2011 (5 место) · ЧР 2012            |
| 2012—13                                        | Андрей Дроздов      | Алексей Стукальский | Алексей Целоусов    | Пётр Дрон           | Антон Калалб тренер: Василий Гудин                                              | ЧЕ 2012 (5 место) ЧМ 2013 (10 место)    |
| 2013—14                                        | Александр Кириков   | Вадим Школьников    | Владимир Собакин    | Антон Калалб        |                                                                                 | КРМ 2013                                |
| 2013—14                                        | Андрей Дроздов      | Пётр Дрон           | Алексей Стукальский | Антон Калалб        | Артём Шмаков                                                                    |                                         |
| 2013—14                                        | Андрей Дроздов      | Алексей Стукальский | Антон Калалб        | Александр Козырев   | Роман Кутузов тренер: Василий Гудин                                             | ЧР 2014                                 |
| 2014—15                                        | Евгений Архипов     | Александр Козырев   | Артур Ражабов       | Антон Калалб        | Алексей Стукальский тренер: Василий Гудин                                       | ЧЕ 2014 (6 место) ЧМ 2015 (12 место)    |
| 2014—15                                        | Евгений Архипов     | Алексей Стукальский | Артур Ражабов       | Антон Калалб        | Андрей Дроздов тренер: Василий Гудин                                            | ЗУ 2015                                 |
| 2014—15                                        | Андрей Дроздов      | Алексей Стукальский | Антон Калалб        | Пётр Дрон           | Артур Ражабов тренер: Константин Задворнов                                      | ЧР 2015                                 |
| 2015—16                                        | Алексей Стукальский | Евгений Архипов     | Артур Ражабов       | Антон Калалб        | Андрей Дроздов тренеры: Василий Гудин, Сёрен Гран                               | ЧЕ 2015 (7 место)                       |
| 2015—16                                        | Андрей Дроздов      | Пётр Дрон           | Алексей Стукальский | Артур Ражабов       | Антон Калалб                                                                    | ЧРМ 2016                                |
| 2016—17                                        | Алексей Стукальский | Андрей Дроздов      | Пётр Дрон           | Антон Калалб        | Олег Красиков                                                                   | КРМ 2016                                |
| 2016—17                                        | Алексей Стукальский | Андрей Дроздов      | Артур Ражабов       | Антон Калалб        | Пётр Дрон                                                                       | ЧРМ 2017 (5 место)                      |
| 2017—18                                        | Евгений Архипов     | Артур Али           | Дмитрий Миронов     | Антон Калалб        | Сергей Глухов                                                                   | ЧРМ 2018 (4 место)                      |
| 2018—19                                        | Михаил Васьков      | Алексей Тузов       | Пётр Кузнецов       | Алексей Куликов     | Антон Калалб тренеры: Александр Козырев, Анна Грецкая                           | ЧЕ 2018 (7 место)                       |
| 2018—19                                        | Сергей Глухов       | Артур Али           | Дмитрий Миронов     | Антон Калалб        | Евгений Климов (ЧМ) Александр Козырев (ЧРМ) тренер: Александр Козырев (ЧМ, ЧРМ) | КРМ 2018 · ЧМ 2019 (9 место) · ЧРМ 2019 |
| 2019—20                                        | Сергей Глухов       | Алексей Тимофеев    | Артур Ражабов       | Антон Калалб        | Алексей Тузов тренеры: Александр Козырев, Даниэль Рафаэль                       | ЧЕ 2019 (9 место)                       |
| 2020—21                                        | Сергей Глухов       | Дмитрий Миронов     | Артур Али           | Антон Калалб        | Егор Волков тренер: Александр Козырев                                           | КРМ 2020 (4 место)                      |
| 2020—21                                        | Сергей Глухов       | Евгений Климов      | Дмитрий Миронов     | Антон Калалб        | Даниил Горячев тренер: Александр Козырев                                        | ЧМ 2021 (4 место)                       |
| 2020—21                                        | Сергей Глухов       | Дмитрий Миронов     | Артур Али           | Антон Калалб        | тренеры: Александр Козырев, Ефим Жиделев                                        | ЧРМ 2021 (4 место)                      |
| 2021—22                                        | Сергей Глухов       | Евгений Климов      | Дмитрий Миронов     | Антон Калалб        | Даниил Горячев тренер: Александр Козырев                                        | ЧЕ 2021 (12 место) ЗОИ 2022 (8 место)   |
| 2021—22                                        | Сергей Глухов       | Дмитрий Миронов     | Артур Али           | Антон Калалб        | тренеры: Александр Козырев, Ефим Жиделев                                        | ЧРМ 2022                                |
| 2022—23                                        | Сергей Глухов       | Артур Али           | Евгений Климов      | Антон Калалб        | Дмитрий Миронов тренеры: А.Н. Козырев, Е.А. Жиделев                             | КРМ 2022                                |
| 2022—23                                        | Сергей Глухов       | Евгений Климов      | Дмитрий Миронов     | Антон Калалб        | Артур Али тренеры: А.Н. Козырев, Е.А. Жиделев                                   | ЧРМ 2023 (5 место)                      |
| 2023—24                                        | Дмитрий Миронов     | Сергей Глухов       | Арсений Мешкович    | Антон Калалб        | Артур Али тренеры: Е.А. Жиделев, А.С. Козырев                                   | КРМ 2023                                |
| 2023—24                                        | Сергей Глухов       | Дмитрий Миронов     | Артур Али           | Антон Калалб        | Арсений Мешкович тренеры: Е.А. Жиделев, А.Н. Козырев                            | ЧРМ 2024                                |
| 2024—25                                        | Тимофей Насонов     | Артур Али           | Андрей Ильин        | Григорий Лавров     | Антон Калалб тренеры: А.И. Калалб (КРМ), А.Н. Козырев (ЧРМ)                     | КРМ 2024 (4 место) · ЧРМ 2025           |
| Кёрлинг среди смешанных команд (mixed curling) |                     |                     |                     |                     |                                                                                 |                                         |
| 2007—08                                        | Ольга Жаркова       | Вадим Школьников    | Нкеирука Езех       | Антон Калалб        | М. Борисов, Евгений Архипов                                                     | ЧРСК 2008 (5 место)                     |
| 2008—09                                        | Ольга Жаркова       | Алексей Стукальский | Анна Антонюк        | Антон Калалб        |                                                                                 | ЧРСК 2009                               |
| 2009—10                                        | Артём Болдузев      | Маргарита Фомина    | Антон Калалб        | Виктория Макаршина  |                                                                                 | ЧРСК 2010                               |
| 2010—11                                        | Артём Болдузев      | Маргарита Фомина    | Антон Калалб        | Ольга Зябликова     |                                                                                 | ЧРСК 2011                               |
| 2011—12                                        | Александр Кириков   | Виктория Макаршина  | Вадим Школьников    | Анна Лобова         | Антон Калалб                                                                    | КРСК 2011                               |
| 2011—12                                        | Александр Кириков   | Виктория Макаршина  | Антон Калалб        | Анна Лобова         | Вадим Школьников, Оксана Гертова тренер: Ирина Колесникова                      | ЧЕСК 2011 (13 место)                    |
| 2011—12                                        | Маргарита Фомина    | Алексей Стукальский | Александра Саитова  | Антон Калалб        | Владимир Собакин, Татьяна Макеева                                               | ЧРСК 2012                               |
| 2019—20                                        | Ольга Жаркова       | Артур Али           | Софья Ткач          | Антон Калалб        |                                                                                 | КРСК 2019 (9 место)                     |

(скипы выделены полужирным шрифтом)